# Агафонов, Олег Петрович
Олег Петрович Агафонов (латыш. Oļegs Agafonovs; 5 июля 1954, Плявиняс, Латвийская ССР, СССР) — латвийский предприниматель и политический деятель, мэр города Зилупе.

## Биография
Олег Петрович Агафонов родился 5 июля 1954 года в городе Плявиняс, в рабочей семье. После службы в Советской армии переехал в Даугавпилс, работал на заводе. После создания семьи перебрался в Зилупе.
В 1980-е годы занялся предпринимательством.
В 1995 году создал предприятие Zilupes Ltd для обслуживания жилых домов в городе Зилупе. Был членом его правления до 7 июля 2009 года.
В 2005 году окончил Балтийский русский институт и получил квалификацию юриста. В том же году впервые участвовал в муниципальных выборах в Зилупе и был избран депутатом городской думы, а затем её председателем.
В октябре 2007 года Агафонов был задержан и помещён в следственный изолятор. Ему инкриминировали нарушения, вскрытые в ходе проверки Госконтроля, однако она охватывала 2001—2005 годы, когда Агафонов не был руководителем самоуправления.
C 2016 года является одним из совладельцев компании Midis SIA.
Православный. Увлекается охотой, спортивными единоборствами.

## Политическая деятельность
На муниципальных выборах 12 марта 2005 года возглавляемый Олегом Агафоновым список Партии народного согласия получил большинство в думе Зилупе, набрав 668 из 1183 голосов. Личная поддержка Агафонова также была убедительной (448 избирателей).
Как фаворит выборов, Олег Петрович был избран главой городской Думы и стал одним из первых глав самоуправлений, контролируемых «Согласием». Из-за недостаточного владения латышским языком подвергался критике и проверкам, которые пройти не смог. В ответ Агафонов пояснил, что руководит городом, где 90 % населения говорит по-русски, и если он будет обращаться к людям только по-латышски, его не поймут. На референдуме за присвоение русскому языку официального статуса в Латвии проголосовал «за» вместе с большинством жителей города, назвав это делом чести для себя.
На выборах 6 июня 2009 года региональный список политического объединения «Центр согласия» во главе с Агафоновым получил уже 88 % голосов, а личная поддержка мэра увеличилась почти вдвое.
16 января 2012 Агафонов вошёл в правление социал-демократической партии «Согласие», в 2014 году вышел из этой партии и присоединился к Латгальской партии, 3 августа 2016 года став также членом её правления. 12 июня 2018 года вышел из Латгальской партии и её правления.
Агафонов был переизбран мэром по результатам выборов 1 июня 2013 года и 3 июня 2017 года. При этом претензии к Агафонову по поводу владения государственным языком сохраняются.

## Награды
- Октябрь 2011 — орден св. сщмч. Иоанна Рижского III степени[16] Латвийской Православной церкви.